# Auló
|  | Per a altres significats, vegeu «Vlorë». |

Auló (grec antic: Αὐλών) fou una vall de Messènia, al nord-oest del país, a la frontera amb l'Èlida, i segurament també el nom de la vila principal. Per aquesta vall un camí portava a Lèpreon. Pausànies parla del temple de l'Asclepi Auloni, pròxim al riu Neda, però no se sap segur si hi havia també una ciutat de nom Auló. Unes runes trobades a la vora del riu Ciparissos i de la desembocadura del Neda es pensa que podrien correspondre a la ciutat.